# Percepció gestàltica

La percepció de la Gestalt

La Gestalt és una corrent psicològica alemanya que, entre altres coses, ens permet entendre com funciona la percepció visual. Els teòrics de la Gestalt van ser el primer grup de psicòlegs que van estudiar l'organització perceptual. Els seus estudis van començar a Alemanya al voltant de 1920 i estaven encapçalats pel psicòleg Max Wertheimer.
El principi fonamental de la Gestalt és que el tot és molt més que la suma de les parts. Això vol dir que quan veiem els elements del camp perceptiu, aquests tendeixen a l'estructuració, és a dir, a organitzar-se en formes o totalitats. És a dir, quan veiem una truita de patates, la veiem com un tot (no separem els seus ingredients "ou", "patata",etc) perquè la nostra experiència la identifica i sabem el que és.
Des del punt de vista fotogràfic, això significa que, si bé cadascuna de les parts individuals d'una imatge té el seu significat propi, el significat del conjunt d'aquestes pot variar. El procés cognitiu té lloc en la interpretació del "Tot". La ment fa un salt des de la comprensió de les parts fins a adonar-se del conjunt. És per això que les teories de la percepció que planteja la Gestalt ens poden ser molt útils a l'hora de compondre una imatge.

## Lleis de la percepció de Gestalt
Els teòrics de la Gestalt van establir una sèrie de principis perceptius o lleis de la percepció amb els quals pretenien explicar com la ment organitza les dades visuals que rep. Les lleis de la Gestalt ens ajuden a entendre com percebem el món que ens envolta i la tendència que tenim a percebre les relacions entre els diferents elements com un tot.
- Llei de la bona forma: El cervell intenta organitzar els elements percebuts de la millor manera possible. La nostra percepció intenta que la forma percebuda sigui el més simple i definida possible.Totes les altres lleis de la percepció es regeixen per aquest principi.

Llei de la semblança

Llei de la proximitat

- Fons i figura: Aquesta llei analitza la relació que hi ha entre els diferents estímuls d'una imatge. Els éssers humans tenim tendència a separar les figures (elements centrals) del fons (indefinit) segons el seu color, la seva forma, la seva mida, el seu contrast, etc. La figura i el fons no són, sinó que poden intercanviar els seus papers i convertir-se en figura o fons segons com els mirem. Quan aquesta diferència no està clara, el sistema perceptiu dubta entre el sentit que ha de donar a la representació, i serà la pròpia voluntat i sobretot l'experiència del receptor la que determini la resposta. Les figures es perceben més fàcilment com més senzilla i simple sigui la forma de l'objecte.[4]

- Semblança: Tendim a veure les coses que comparteixen característiques visuals com el color, la forma, la mida, la textura...com un tot. És a dir, la ment agrupa els elements similars en una sola entitat.
- Proximitat: Tenim tendència a percebre els objectes i les formes que estan a prop les unes de les altres com si formessin part del mateix grup, encara que les formes, els colors i els objectes d'aquestes siguin radicalment diferents. Els elements que són pròxims entre ells solen ser percebuts com a part de la mateixa unitat.

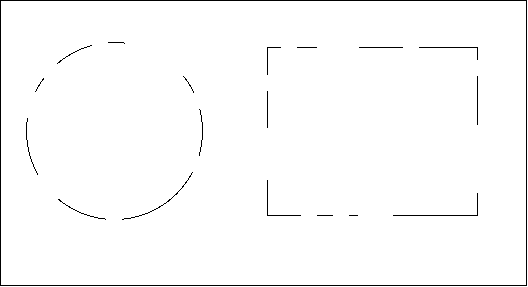
Llei del tancament

- Direcció comuna: Implica que els elements que semblen construir un patró o un flux en la mateixa direcció es perceben com una figura. Per exemple, les bandades d'ocells que volen com un tot, és a dir, com si es tractés d'un organisme únic.

- Tancament: El nostre cervell tendeix a "omplir els buits" i ens dona o imagina els detalls que li falten a una figura per completar-la o tancar-la. Una vegada la figura s'ha tancat, eliminem els detalls innecessaris i establim un patró per al futur. La tendència que tenim a fer això es dispara pel suggeriment d'una connexió visual o continuïtat entre els elements que realment no es toquen en una composició.

- Continuïtat: Aquest principi està molt relacionat amb la llei de tancament. Segons la llei de la continuïtat, els elements que estan orientats en la mateixa direcció tendeixen a agrupar-se. És a dir, percebem elements continus encara que estiguin interromputs entre si. Té elements de tancament perquè les partícules independents tracten de formar figures, partint de la llei de tancament. De la mateixa manera, pren propietats de la llei de bona forma, en generar l'elecció de les formes més simples i rotundes. També pren elements de la llei d'experiència, ja que es decideix per aquelles formes que tenen figures reconeixibles o són més familiars per a la persona que les percep. Aquest principi té com a caràcters propis la manera de presentar-nos les formes. Aquestes se'ns mostren de manera incompleta, inconcluses, com abreviatures o com esquemes de fàcil interpretació.
- Simetria: El cervell humà intenta organitzar la informació visual per fer-la el més simètrica, estable, simple, regular, consistent, estructurada i ordenada possible. És per aquest motiu que els elements simètrics tendeixen a ser percebuts com a iguals, com una sola forma. Fotogràficament, la simetria implica que l'espectador no hauria de tenir la impressió que alguna cosa està desequilibrada, perduda o és errònia dins de la foto. Si alguna cosa és asimètrica, l'espectador perd el temps buscant el problema i el missatge principal de la foto queda en un segon pla. D'altra banda, aquest principi té tal transcendència que va més enllà del camp de la percepció de les formes i constitueix un dels principis o fenòmens fonamentals de la natura. La biologia, la matemàtica, la química i la física, fins i tot la mateixa estètica, s'organitzen seguint les lleis especulars, simples o múltiples, de la simetria.
- Igualtat: Quan concorren diversos elements de diferents classes, hi ha una tendència a constituir grups amb els que són iguals. Aquesta experiència la presentem aïllada, per evitar la influència d'altres lleis i per això estan equidistants tots els elements integrants. Si les desigualtats es basen en el color, l'efecte és més sorprenent que en la forma. Aprofundint en les desigualtats, si es potencien les formes iguals, amb un color comú, s'estableixen condicionants potenciadors, per al fenomen agrupador de la percepció.
- Experiència: Assegura que, des del punt de vista biològic, el propi sistema nerviós s'ha anat formant pel condicionament del món exterior. Ernst Mach va definir les propietats de les formes especials i auditives com totalitats principals perceptuals. Aquestes formes posseeixen qualitats que les distingeixen dels seus elements; les sensacions s'organitzen en la consciència i creen qualitats formals que poden ser noves.